# Protonemura aroania
Protonemura aroania är en bäcksländeart som beskrevs av Tierno de Figueroa och Fochetti 2001. Protonemura aroania ingår i släktet Protonemura och familjen kryssbäcksländor. Inga underarter finns listade i Catalogue of Life.